# Kerstin Meyer
Kerstin Margareta Meyer (Stoccolma, 3 aprile 1928 – 14 aprile 2020) è stata un mezzosoprano svedese.

## Biografia
Nata a Stoccolma nel 1928, studiò canto al Kungliga Musikhögskolan e si perfezionò al Mozarteum con Adelaid von Skilondz.
Fece il suo debutto all'Opera reale svedese nel 1952 nel ruolo di Azucena ne Il trovatore, a cui seguì il debutto come Dalila e come Carmen nel 1954. Cantò regolarmente all'Opera reale svedese fino al 1962 e poi ancora dal 1969. Qui cantò con successo come Maddalena in Rigoletto, Ulrica in Un ballo in maschera, Eboli in Don Carlo, Amneris in Aida, Dalila in Samson et Dalila, Brangania in Tristano e Isotta, Amando nella prima mondiale di Le Grand Macabre e nei ruoli di Fricka, Erda e Waltraute ne L'anello del Nibelungo. In patria cantò anche nelle prime nazionali de Les Troyens (Didone), La carriera di un libertino (Baba la Turca) e Lulu (Geschwitz).
Il debutto internazionale avvenne nel 1956 al Wiesbaden Festival, mentre nel 1957 esordì alla Wiener Staatsoper nel ruolo della Principessa d'Eboli. Tra il 1958 e il 1960 e poi ancora dal 1964 al 1969 cantò all'Opera di Amburgo, dove fu Carmen nel controverso allestimento di Wieland Wagner (1959) e interpretò ruoli dal repertorio operistico moderno e contemporaneo. Nel 1958 esordì al Gran Teatre del Liceu come Annina ne Il cavaliere della rosa, tornandovi a più riprese nello stesso ruolo, come Brangania e come Marie in Wozzeck (1968). Nel 1959 fece il suo debutto nel Regno Unito durante una tournée della compagnia dell'Opera reale svedese all'Edinburgh International Festival, dove cantò come Ulrica, Maddalena e Fricka. Sempre nel 1959 fu Orfeo al Festival di Vancouver, dove tornò nel ruolo di Dorabella accanto alla Fiordiligi di Elisabeth Söderström. Nel 1960 esordì al Metropolitan Opera House come Carmen, tornandovi nelle due stagioni seguenti come Orfeo e nel ruolo del Compositore in Ariadne auf Naxos. Sempre nel 1960 fece il suo debutto al Covent Garden nel ruolo di Didone ne Les Troyens, cantandovi poi come Octavian accanto a Elisabeth Schwarzkopf (1962) e come Clitennestra nell'Elettra (1973). Nel 1961 esordì al Teatro Colón come Octavian e al Glyndebourne Festival Opera nella prima in lingua inglese di Elegie für junge Liebende; successivamente tornò a Glyndebourne in diverse occasioni, interpretando, tra i vari, i ruoli di Genevieve in Pelléas et Mélisande (1962), Ottavia ne L'incoronazione di Poppea (1963) e Clairon in Capriccio (1976). Nel 1963 fu eletta membro dell'Accademia reale svedese di musica.
Fu Brangania nel Tristano e Isolta al Festival di Bayreuth (1962) e all'Opera di Roma (1965), mentre nel 1968 esordì al Teatro alla Scala come Agave ne Le Bassaridi, un ruolo che aveva cantato in occasione del debutto mondiale dell'opera al Festival di Salisburgo nel 1966. Tornò al Piermarini nel 1969 come Orfeo accanto all'Euridice di Renata Scotto, facendovi poi un'ultima apparizione nel 1972 come Clitennestra accanto all'Elettra di Birgit Nilsson. Negli anni seguenti fu Claire nella prima britannica de La visita della vecchia signora a Glyndebourne (1974) e nella prima tedesca al Nationaltheater (1974). Nel 1974 esordì all'Opéra Garnier come Marcellina nell'allestimento di Giorgio Strehler de Le nozze di Figaro, mente nel 1976 fu Giocasta nell'Oedipus Rex alla Royal Festival Hall diretta da Georg Solti; tornò a cantare la parte anche nell'incisione discografica dell'anno seguente. Nel 1980 fu Buttercup in un allestimento dell'operetta H.M.S. Pinafore all'Oscarsteatern, mentre nel 1981 cantò al Prix Italia e interpretò per l'ultima volta Carmen a Tashkent. Dal 1984 al 1994 fu la rettrice del Operahögskolan i Stockholm. Diede il suo addio alle scene nel 2013 come Madame Armfeldt nel musical A Little Night Music di Stephen Sondheim alla Malmö Opera.
Fu sposata con il critico Björn Bexelius dal 1974; rimasta vedova nel 1997, morì nel 2020 all'età di novantadue anni.

## Discografia parziale
- 1954 - Bizet, Carmen - Kerstin Meyer, Arne Hendriksen, Elisabeth Söderström, Sigurd Björling, dir. Sixten Ehrling. Bluebell
- 1957 - Verdi, Rigoletto - Erik Sundquist, Eva Prytz, Sven-Erik Jacobson, Kerstin Meyer, dir. Kurt Bendix. Bluebell (dal vivo)
- 1960 - Verdi, Il trovatore - Hjordis Schymberg, Hugo Hasslo, Kerstin Meyer, dir. Herbert Sandberg. Bluebell (dal vivo)
- 1962 - Gluck, Orfeo ed Euridice - Kerstin Meyer, Lucine Amara, Anneliese Rothenberger, dir. Jean Morell. Omega
- 1967 - Berg, Lulu - Anneliese Rothenberger, Toni Blankenheim, Gerhard Unger, Kim Borg, Kerstin Meyer, dir. Leopold Ludwig. Electrola
- 1976 - Stravinskij, Oedipus Rex - Alec McCowen, Peter Pears, Kerstin Meyer, Donald McIntyre, Stafford Dean, dir. Georg Solti. LPO